# Rastrelliger faughni
Rastrelliger faughni (скумбрія філіппінська) — вид окунеподібних риб родини скумбрієвих (Scombridae).

## Поширення
Вид поширений у Індо-Тихоокеанському регіоні від узбережжя Індії до Фіджі та на північ до Тайваню.

## Опис
Сягає завдовжки до 20 см, але зареєстрована максимальна вага становить 0,75 кг.

## Спосіб життя
Тропічний, океанодромний, пелагічний вид, мешкає на глибині понад 150 м. Живиться більшими представниками зоопланктону.

## Значення
Згідно з даними МСОП у 2010 році у комерційних цілях виловлено 800 000 т Rastrelliger faughni
.